# Estádio Municipal Gilberto Siqueira Lopes
O Estádio Municipal Gilberto Siqueira Lopes, chamado de Gilbertão, localizado na cidade de Lins, no estado de São Paulo, foi inaugurado em 1962 com o jogo Clube Atlético Linense 2x4 Botafogo Futebol Clube, e tinha capacidade inicial para 11.000 espectadores sentados.

## Antecedentes
Antes da construção do Gilbertão, o Linense, time da cidade fundado em 1927, mandava seus jogos no estádio dos Eucaliptos, na área central da cidade. No começo dos anos 1950, para a disputa da primeira divisão, o estádio foi remodelado ganhando arquibancadas feitas de madeira, e com isso ganhou o apelido de Gigante de Madeira.
No final da década, após o rebaixamento do clube, grandes dívidas e a falta de manutenção nas arquibancadas do estádio que estavam se deteriorando, o terreno foi desmanchado e loteado, dando fim a vida deste estádio. Logo após, a prefeitura cedeu um novo terreno ao clube onde seria construído um novo estádio, com estruturas mais modernas, confortáveis e uma capacidade mais ampla, visando a volta do clube nas disputas dos campeonatos estaduais.

## Capacidade

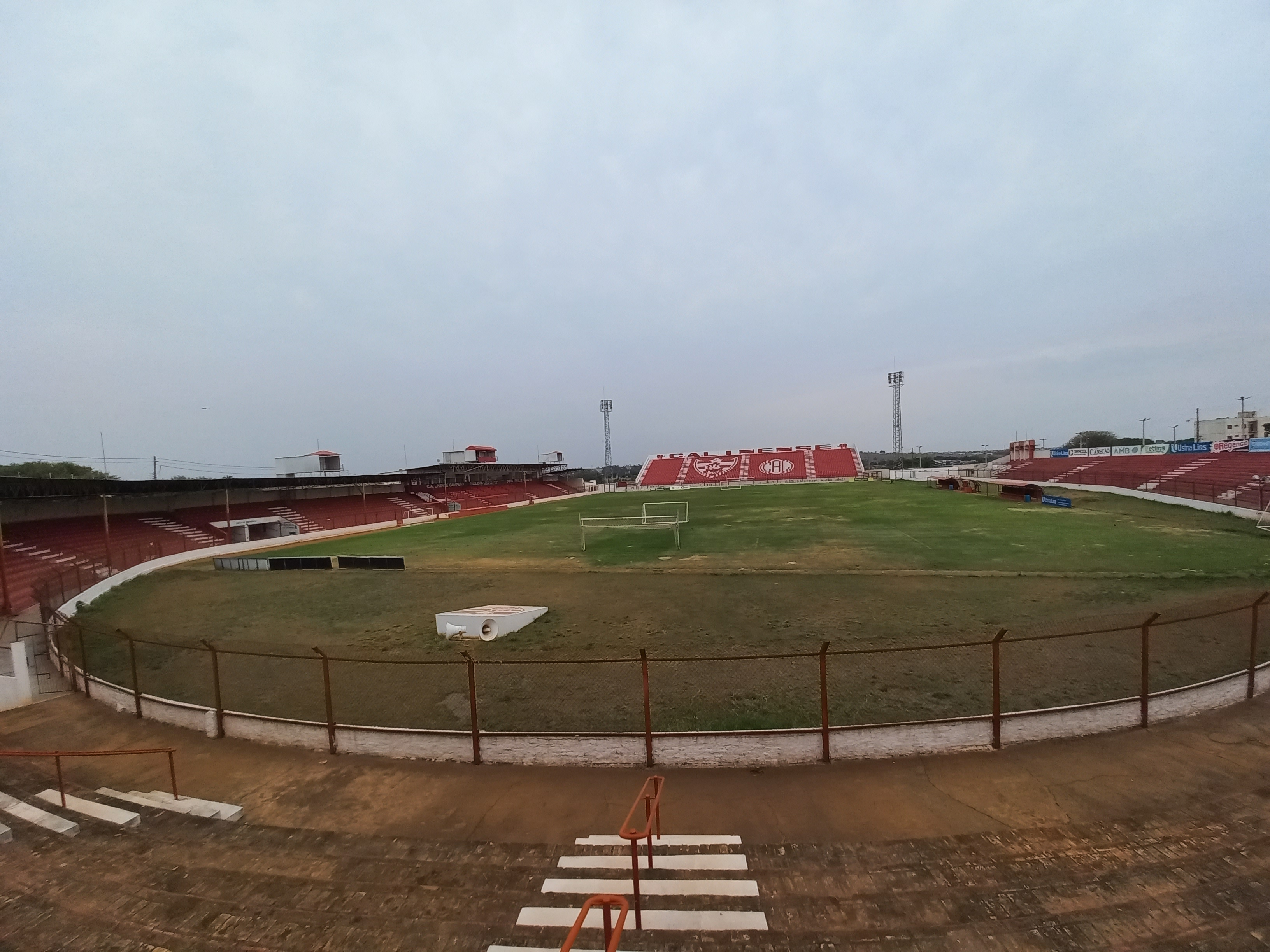
Vista interna

O estádio foi inaugurado com capacidade para 11.000 pessoas sentadas que com o passar dos anos, devido às novas regras de segurança, foi alterando tanto para mais quanto para menos. Após o acesso à Série A2 do Paulistão em 2009, o estádio foi aumentando sua capacidade com o uso de arquibancadas móveis. Passou para 15.000 e posteriormente, em 2010, para 15.770 pessoas, atendendo aos requisitos mínimos para a disputa das competições da Federação Paulista de Futebol. Com a execução do projeto de modernização do estádio, estão previstos novos vestiários, novas cabines de rádio e TV e um novo lance de arquibancadas, transformando-o em uma arena e aumentando para 20.000 lugares sentados. porém, apenas foram construídos os vestiários e as novas cabines, visando a disputa do Paulistão da Primeira Divisão.
A torcida do Linense é reconhecida por levar um bom público aos jogos em casa e fazer do estádio um local de encontro e festejos na cidade. Segundo um levantamento da TV TEM Bauru, afiliada da TV Globo na região, somente na cidade de Lins, cuja população estimada em 2007 era de 70 mil habitantes, existiam aproximadamente 45 mil torcedores atleticanos. Nas partidas do Paulistão, o time conseguia ter uma torcida de igual para igual contra os grandes clubes de São Paulo, onde podia se ver que o estádio se dividia ao meio, ou até mesmo com a maioria sendo a favor ao time da casa.

### Maiores públicos
Os dez maiores públicos no estádio Gilbertão foram:
| #  | Público | Mandante | Placar | Visitante     | Data                    | Competição         | Ref    |
| -- | ------- | -------- | ------ | ------------- | ----------------------- | ------------------ | ------ |
| 1  | 10 296  | Linense  | 2–1    | Corinthians   | 14 de abril de 2013     | Paulistão 2013     | [ 3 ]  |
| 2  | 8 851   | Linense  | 3–3    | São Bernardo  | 3 de maio de 2010       | Paulistão A2 2010  | [ 4 ]  |
| 3  | 8 410   | Linense  | 2–1    | São Paulo     | 15 de abril de 2012     | Paulistão 2012     | [ 5 ]  |
| 4  | 8 030   | Linense  | 2–2    | Ituano        | 21 de novembro de 2015  | Copa Paulista 2015 | [ 6 ]  |
| 5  | 8 013   | Linense  | 1–0    | Penapolense   | 14 de novembro de 2015  | Copa Paulista 2015 | [ 7 ]  |
| 6  | 8 006   | Linense  | 2–0    | Pão de Açúcar | 17 de abril de 2010     | Paulistão A2 2010  | [ 8 ]  |
| 7  | 7 329   | Linense  | 2–1    | Ituano        | 24 de julho de 2016     | Brasileirão D 2016 | [ 9 ]  |
| 8  | 7 115   | Linense  | 1–2    | Juventus-SP   | 17 de novembro de 2007  | Copa Paulista 2007 | [ 10 ] |
| 9  | 6 798   | Linense  | 1–3    | Palmeiras     | 29 de fevereiro de 2012 | Paulistão 2012     | [ 11 ] |
| 10 | 6 740   | Linense  | 0–2    | Corinthians   | 25 de fevereiro de 2015 | Paulistão 2015     | [ 12 ] |